# Забуковє (Шентруперт)
Забуковє (словен. Zabukovje) — поселення в общині Шентруперт, регіон Південно-Східна Словенія, Словенія.